# Kryptolebias marmoratus
Kryptolebias marmoratus (soms ook foutief Rivulus marmoratus) is een vissoort uit de familie der tandkarpers.

## Leefgebied
De vis komt voor in brak en zoet water in het gebied tussen Florida en Brazilië. Hij leeft er in ondiepe waterlopen en poelen met een modderige bodem, baaien en schorren, vaak waar de hoeveelheid zuurstof laag is. Hij wordt ook gevonden in holen van de krab Cardisoma guanhumi. Het IUCN beschouwde de soort in 1996 als niet bedreigd.
In droge seizoenen, als zijn leefgebied opdroogt, kan de soort zich ook in de bodem ingraven, zolang de ondergrond waarin hij steekt maar vochtig is. Ze nemen daarbij zuurstof op door hun huid. De huid is ook voorzien van ionocyten, dit zijn cellen die voor een juist evenwicht tussen water en zouten in het lichaam zorgen. In het water wordt die functie vervuld door de kieuwen. Door die speciale huid kan de vis op het land zo'n 60 dagen lang fysiologisch gelijkaardig functioneren als in het water.
De soort kan zich tijdens het regenseizoen ook over het land voortbewegen.

## Kenmerken
K. marmoratus wordt maximaal 7,5 cm lang. Exemplaren van deze soort kunnen verschillende kleuren hebben, gaande van donkerrood tot crèmekleurig. De kleur stemt over het algemeen wat overeen met de leefomgeving van het individu: lichte exemplaren komen vooral voor in troebele gebieden met een lichte ondergrond, terwijl donkere exemplaren vooral bij donkere bodems voorkomen. De soort heeft kleine vlekjes en een donkere, geel omrande stip bovenaan op de staart, net naast de staartvin. In het wild bestaan er alleen mannetjes en hermafrodieten, waarbij de gonaden zowel eicellen als zaadcellen produceren. De hoeveelheid mannetjes is afhankelijk van de temperatuur: onder de 20 °C is de meerderheid mannelijk, boven 25 °C zijn ze hermafrodiet. Van de hele populatie wordt 5% als mannetje geboren; van de hermafrodieten verandert 60% na 3 tot 4 jaar in een mannetje. De soort doet ook aan zelfbevruchting en is daarmee de enige gewervelde die dat doet.
De vis leeft zowel van ongewervelde land- als waterdieren.

## Voortplanting
De eitjes hebben een diameter van ruim 1 mm en worden gelegd op het wateroppervlak. Volwassen exemplaren eten vaak van die pas gelegde eitjes. Eitjes kunnen zowel recent bevrucht zijn als al embryo's bevatten. Vroeg in de voortplantingsperiode worden over het algemeen tussen 46 en 60 eitjes gelegd, later zijn het er meer dan 75. Mogelijk komen sommige eitjes pas uit na een droog seizoen.